# Calliarthron
Calliarthron Manza, 1937  é o nome botânico  de um gênero de algas vermelhas marinhas, pluricelulares, da família Corallinaceae, subfamília Corallinoideae.
Calliarthron é formado por talos calcificados, mas também tem articulações não calcificadas que lhe permitem flexionar em resposta às ondas às quais estão sujeitos. Essas articulações começam calcificadas e se descalcificam à medida que envelhecem. Depois de descalcificar, eles crescem muito mais e aumentam de volume da mesma forma que a formação do xilema, resultando em paredes secundárias.
As espécies de Calliarthron ocorrem na zona entre-maré. Os espécimes podem atingir cerca de 30 cm de tamanho. Os talos tomam uma forma crustosa. Os organismos não possuem conexões secundárias. Calliarthron reproduz por meio de conceptáculos; produz tetrásporos, dispores e carpósporos. O gênero possui lignina e contém paredes celulares secundárias, características normalmente associadas às plantas vasculares. 
Espécies
Atualmente apresenta 4 espécies taxonomicamente válidas:
- Calliarthron cheilosporioides Manza, 1937
- Calliarthron latissimum (Yendo) Manza, 1937
- Calliarthron tuberculosum (Postels & Ruprecht) E.Y. Dawson, 1964
- Calliarthron yessoense (Yendo) Manza, 1937